# Ulica Wincentego Pola w Katowicach
Ulica Wincentego Pola w Katowicach – ulica w Katowicach, położona w środkowo-zachodniej części miasta, biegnąca w całości przez teren dzielnicy Załęska Hałda-Brynów część zachodnia.
Droga o długości 1 287 m powstała na terenie Katowickiej Hałdy, która od 1865 roku była częścią gminy Brynów, a w 1924 roku włączono ją do Katowic. Przy niej powstała w 1899 roku kopalnia węgla kamiennego „Oheim” (późniejszy „Wujek”). Zabudowę wzdłuż ulicy tworzą głównie przedwojenne familoki, obiekty kopalni „Wujek” oraz powojenne bloki wielorodzinne.

## Przebieg

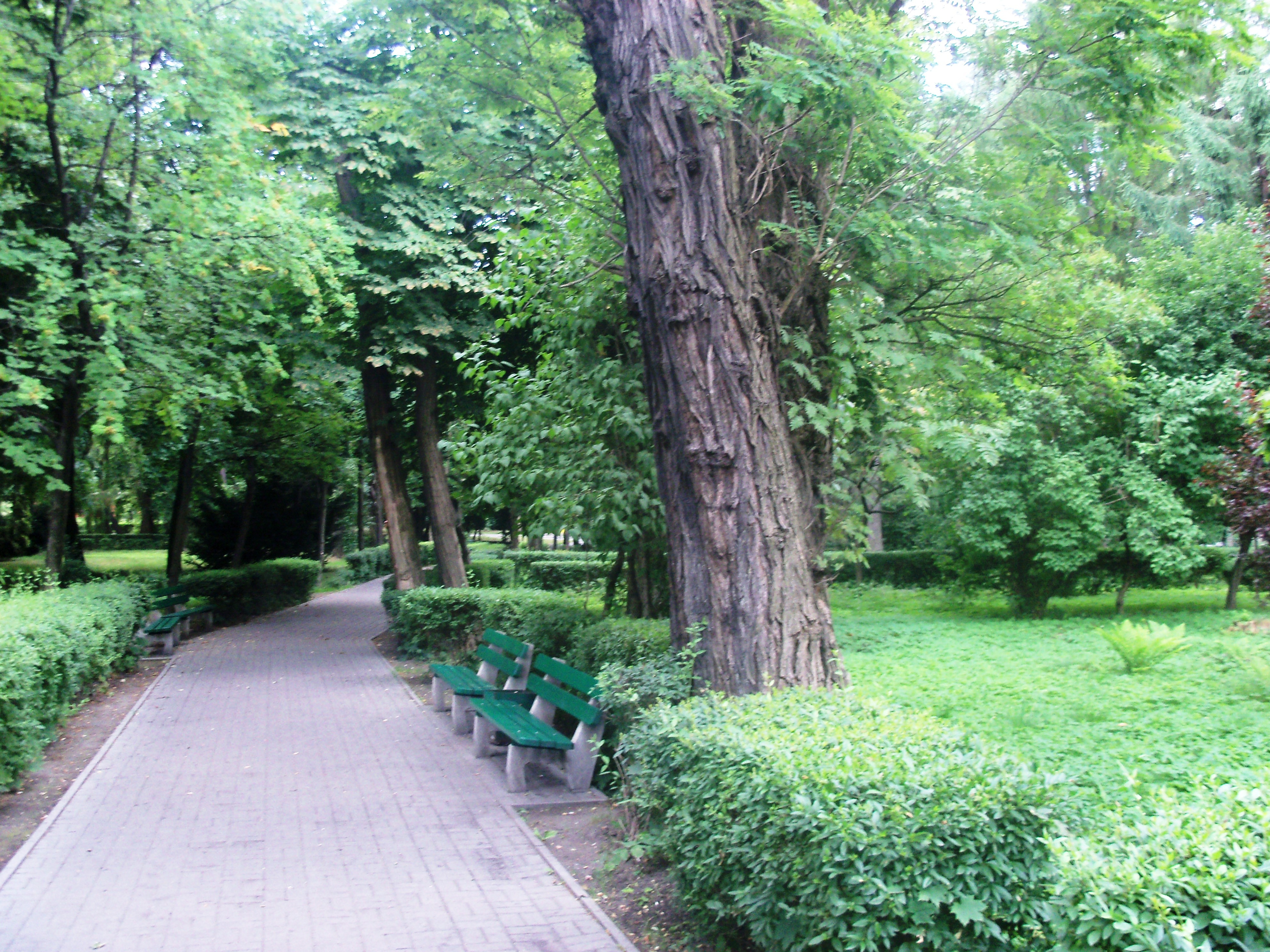
Fragment skweru K. Gołby (2011)

Ulica W. Pola przebiega przez teren katowickiej dzielnicy Załęska Hałda-Brynów część zachodnia na całej swojej długości.
Numeracja budynków przy ulicy W. Pola zaczyna się od strony północno-wschodniej. Tam też droga krzyżuje się z ulicą Mikołowską na wysokości północnej części kolonii urzędniczej kopalni „Wujek”, skąd biegnie w kierunku południowo-zachodnim. Od skrzyżowania z ulicą Boczną ulica W. Pola jest drogą jednokierunkową z kierunkiem jazdy w stronę południowo-zachodnią. Do skrzyżowania z ulicą J. Gallusa ulica W. Pola z lewej strony krzyżuje się z drogami osiedlowymi i sąsiaduje ze skwerem Porozumienia Katowickiego 1980 roku, natomiast po prawej stornie z ulicami Rycerską i E. Bugli.
Ulica W. Pola za skrzyżowaniem z ulicą J. Gallusa jest jednokierunkowa z kierunkiem ruchu w przeciwną stronę. Ulica do krzyżowania z ulicą Dziewięciu z Wujka przebiega przez plac NSZZ Solidarność, a po lewej stronie sąsiaduje ze skwerem Anny Walentynowicz i skwerem Kazimierza Gołby.
Ulica W. Pola za skrzyżowaniem z ulicą Dziewięciu z Wujka jest drogą dwukierunkową i zmienia ona swój kierunek na zbliżony do północno-zachodniego. Droga kończy się przy skrzyżowaniu z ulicą Załęską.

## Charakterystyka

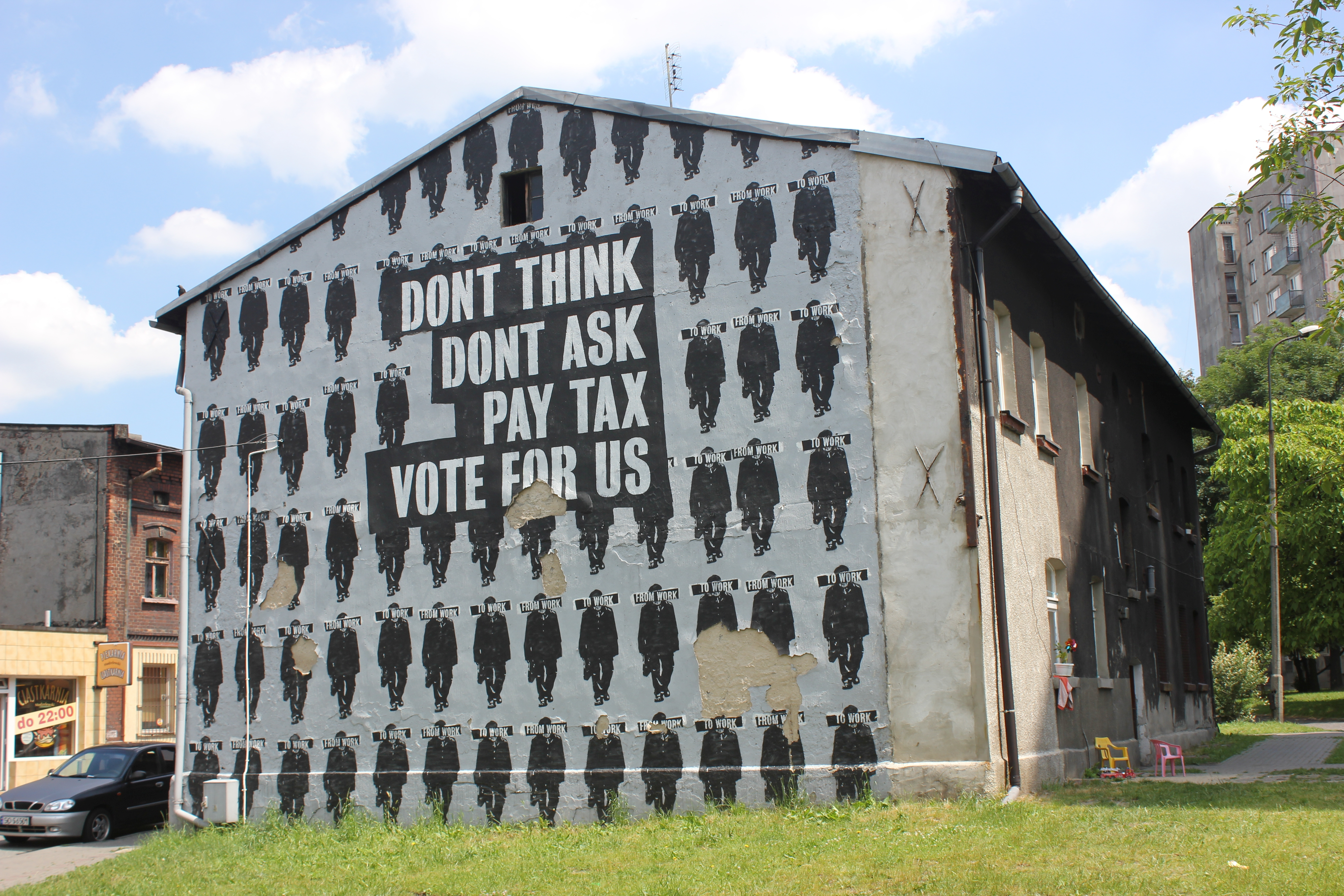
Mural na elewacji budynku przy ulicy W. Pola 17

Ulica W. Pola to droga powiatowa nr 6501S o klasie drogi lokalnej (L). Długość ulicy wynosi 1 287 m, a średnia szerokości jezdni wynosi 7 m. Droga przeważnie ma nawierzchnię bitumiczną. W systemie TERYT ulica widnieje pod numerem 16961. Kod pocztowy dla adresów o numerach 1-41 to 40-596, natomiast od 42 do końca to 40-595. Jest ona w administracji Miejskiego Zarządu Ulic i Mostów w Katowicach.
Wzdłuż ulicy W. Pola ciągnie się różnorodna zabudowa – przede wszystkim familoki i kamienice o cechach historyzmu oraz kilka budynków funkcjonalistycznych, a pomiędzy ulicami W. Pola a Mikołowską znajduje się osiedle mieszkaniowe z lat 60. XX wieku. Przestrzenie pomiędzy blokami wypełnia zieleń – w tym skwer Porozumienia Katowickiego 1980 roku.
Wzdłuż ulicy W. Pola na odcinku pomiędzy skrzyżowaniami z ulicą Załęską i ulicą Dziewięciu z Wujka kursują autobusy transportu zbiorowego na zlecenie Zarządu Transportu Metropolitalnego (ZTM). Przy tej ulicy nie ma natomiast przystanków, natomiast na sąsiedniej ulicy Mikołowskiej znajduje się dwustanowiskowy przystanek autobusowy Brynów W. Pola. Z niego kursują bezpośrednio połączenia łączące różne części Katowic, a także niektóre sąsiednie miasta.
Na krzyżowaniu ulic W. Pola i J. Gallusa, na placu NSZZ Solidarność znajduje się stacja wypożyczalni rowerów miejskich Metrorower nr 27667.
Ulicą W. Pola odbywa się Bieg 9 Górników, który w 2018 roku stał się ogólnopolskim wydarzeniem skierowanym do wszystkich biegaczy.
Przy ulicy W. Pola powstały dwa murale: przy ulicy W. Pola 17 przedstawiający biznesmenów z napisami From Work To Work na twarzy, którego autorem był polski artysta Peter Fuss oraz przy ulicy W. Pola 38 w firmie napisu Pamiętamy z portretami dziewięciu górników zmarłych w trakcie pacyfikacji kopalni „Wujek”, którego autorem był francuski artysta Al Sticking.

## Historia
Ulica W. Pola znajduje się w Katowickiej Hałdzie, będącej pierwotnie przysiółkiem Katowic, a od 1865 roku częścią gminy Brynów.
Na mapach z lat 80. i 90. XIX wieku zaznaczona została droga biegnąca w śladzie późniejszej ulicy W. Pola od skrzyżowania z ulicą Mikołowską, która na wysokości ulicy W. Pola 65 skręcała w kierunku wschodnim, szerokim łukiem otaczając kolonię Dwunastu Apostołów. Zaraz na zachód od tego zakrętu przebiegała granica pomiędzy powiatem katowickim, której częścią była Katowicka Hałda a powiatem pszczyńskim. W tym czasie zabudowa wzdłuż późniejszej ulicy W. Pola koncentrowała się w rejonie skrzyżowania z ulicami Rycerską i E. Bugli. Późniejsze wytyczenie przedłużenia ulicy W. Pola w kierunku zachodnim spowodowało skrócenie starej drogi z Załęża, której bieg kończył się na nowo wytyczonej ulicy, a przy początkowym odcinku późniejszej ulicy W. Pola wytyczono ulicę Boczną i ulicę Szybowa.
W 1899 roku przy późniejszej ulicy W. Pola została otwarta największa i najnowocześniejsza wówczas na terenie Górnego Śląsku kopalnia węgla kamiennego „Oheim” (od 1922 roku „Wujek”), co przyczyniło się do szybkiego rozwoju Katowickiej Hałdy.
W pierwszych latach XX wieku w rejonie kopalni „Oheim” powstały liczne familoki skupione w rejonie ulicy W. Pola i jej odgałęzieniach. Nowa zabudowa całej Katowickiej Hałdy miała charakter dosyć zwarty. W 1902 roku ukończono budowę gmachu dla dyrekcji i administracji kopalni wraz z przyległą do niego cechownią przy późniejszej ulicy W. Pola 65. W 1914 roku wzniesiono budynek kotłowni, którego szczyt postawiono frontem do ulicy, dlatego ścianę tę wykorzystano do eksponowania napisu z nazwą kopalni.

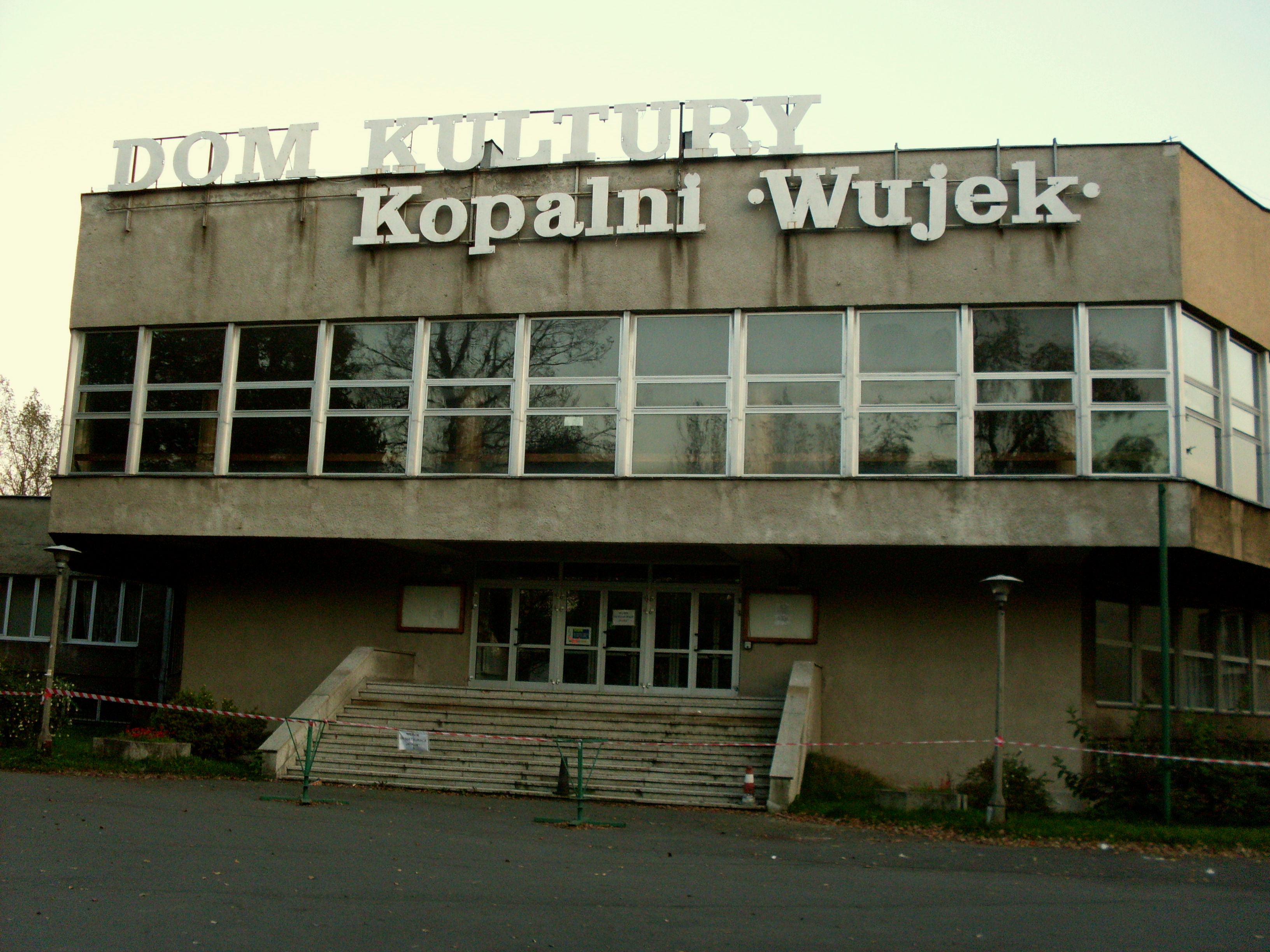
Dom Kultury KWK „Wujek” w 2010 roku, wyburzony w 2023 roku

W okresie przedwojennym ulica nosiła nazwę Oheimstrasse. W 1923 roku drodze nadano nazwę ulica Józefa Rymera. Rok później teren gminy Brynów, a w tym i ulicę J. Rymera przyłączono do Katowic, a w 1925 roku drogę przemianowano na ulicę Wincentego Pola. W 1935 roku właścicielami domów przy ulicy W. Pola były zarówno kopalnia „Wujek”, jak i osoby prywatne.
W latach 1939–1945 ulicę ponownie przemianowano na Oheimstrasse, a po tym okresie drodze przywrócono nazwę ulica Wincentego Pola.
W 1946 roku przy ulicy W. Pola powstała pierwsza świetlica zakładowa kopalni „Wujek”, przy której działał teatr ludowy, balet dziecięcy i zespół mandolinistów. W 1953 roku kopalnia „Wujek” przy ulicy W. Pola 25 uruchomiła drugi Dom Górnika – dla 304 lokatorów.

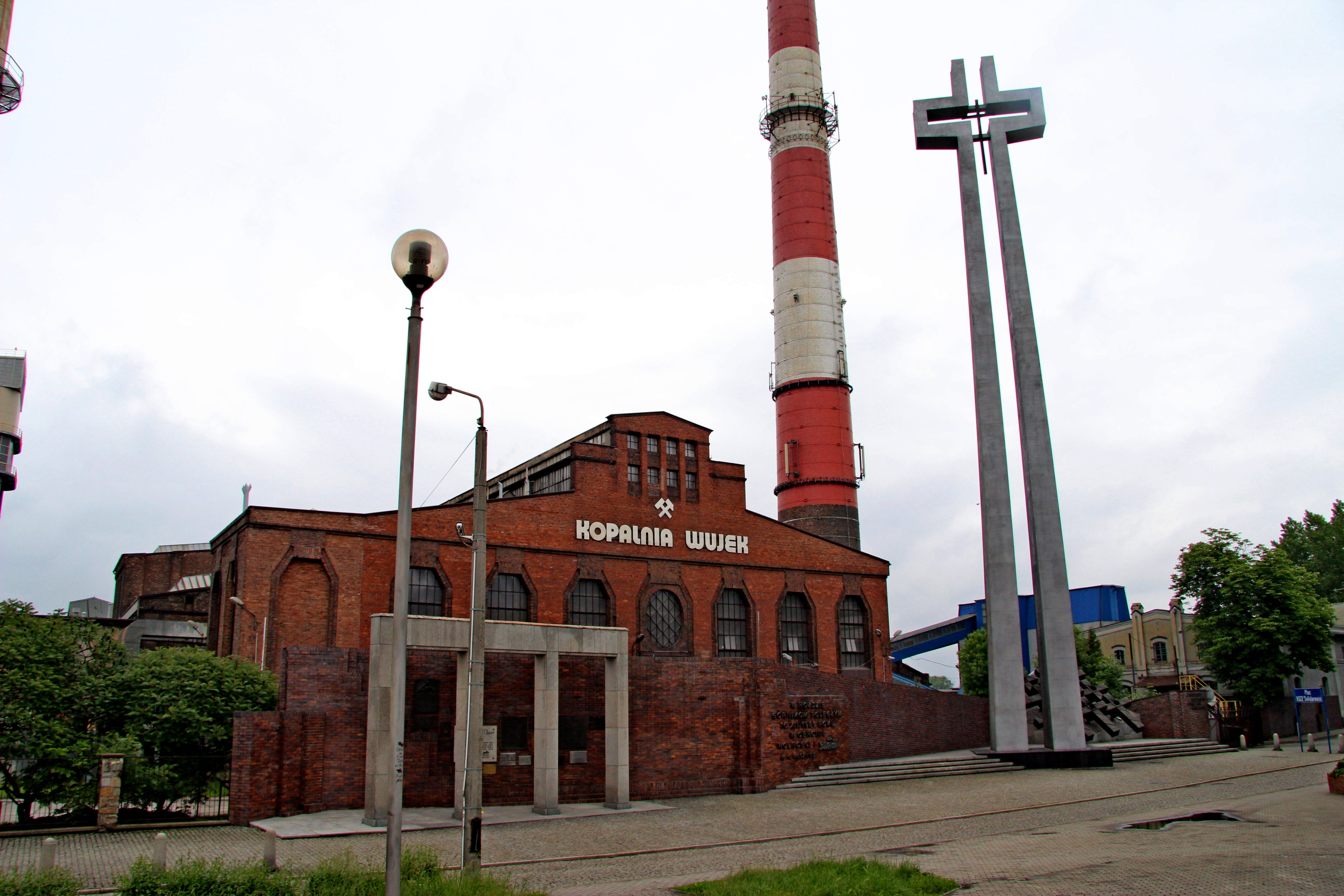
Fragment kopalni „Wujek” od strony placu NSZZ Solidarność; na pierwszym planie pomnik poległych 9 górników KWK „Wujek”; w na drugim planie budynek kotłowni

Na mapie topograficznej z lat 1958–1961 ulica W. Pola zaznaczona została w swoim współczesnym przebiegu. Zabudowa ulicy rozciągała się wówczas na całej swojej długości, w różnym stopniu zagospodarowania. W latach 60. XX wieku przebudowano obszar Katowickiej Hałdy, w tym m.in. w rejonie ulicy W. Pola, gdzie powstały kilkunastopiętrowe bloki mieszkalne, które zaczęły wypierać przedwojenną ceglaną zabudowę.
W 1977 roku powstał budynek Zakładowego Domu Kultury przy ulicy W. Pola 73. Posiadał on salę widowiskową na 524 widzów wraz z zapleczem. Działały w nim m.in. kluby zainteresowań, amatorskie zespoły artystyczne, orkiestra dęta i chór męski „Hejnał”.
16 grudnia 1981 roku w wyniku pacyfikacji strajku w kopalni „Wujek” zginęło dziewięciu górników. Dla ich upamiętnienia przy ulicy W. Pola powstał pomnik-obelisk w kształcie krzyża, odsłonięty 15 grudnia 1991 roku. Został on zaprojektowany przez Alinę i Andrzeja Grzybowskich.
W 1995 roku rozebrano dom przy ulicy W. Pola 55 pochodzący z początku XX wieku.
16 grudnia 2011 roku została zawarta umowa w sprawie prowadzenia instytucji kultury pn. Śląskie Centrum Wolności i Solidarności z siedzibą przy ulicy W. Pola 38, a jednym z głównych zadań instytucji zostało prowadzenie ekspozycji poświęconej strajkowi i pacyfikacji kopalni „Wujek”. W 2021 roku z okazji 40. rocznicy pacyfikacji strajku w kopalni „Wujek” otwarto w gmachu centrum nową wystawę główną. 1 kwietnia 2017 roku kopania „Wujek” została przejęta przez Polską Grupę Górniczą, a 1 stycznia 2021 roku została połączona z zakładem „Murcki-Staszic” jako Kopalnia Węgla Kamiennego „Staszic-Wujek”.
W połowie 2023 roku został rozebrany budynek Zakładowego Domu Kultury przy KWK „Wujek”.

## Obiekty historyczne i miejsca pamięci
Obiekty zabytkowe i historyczne:

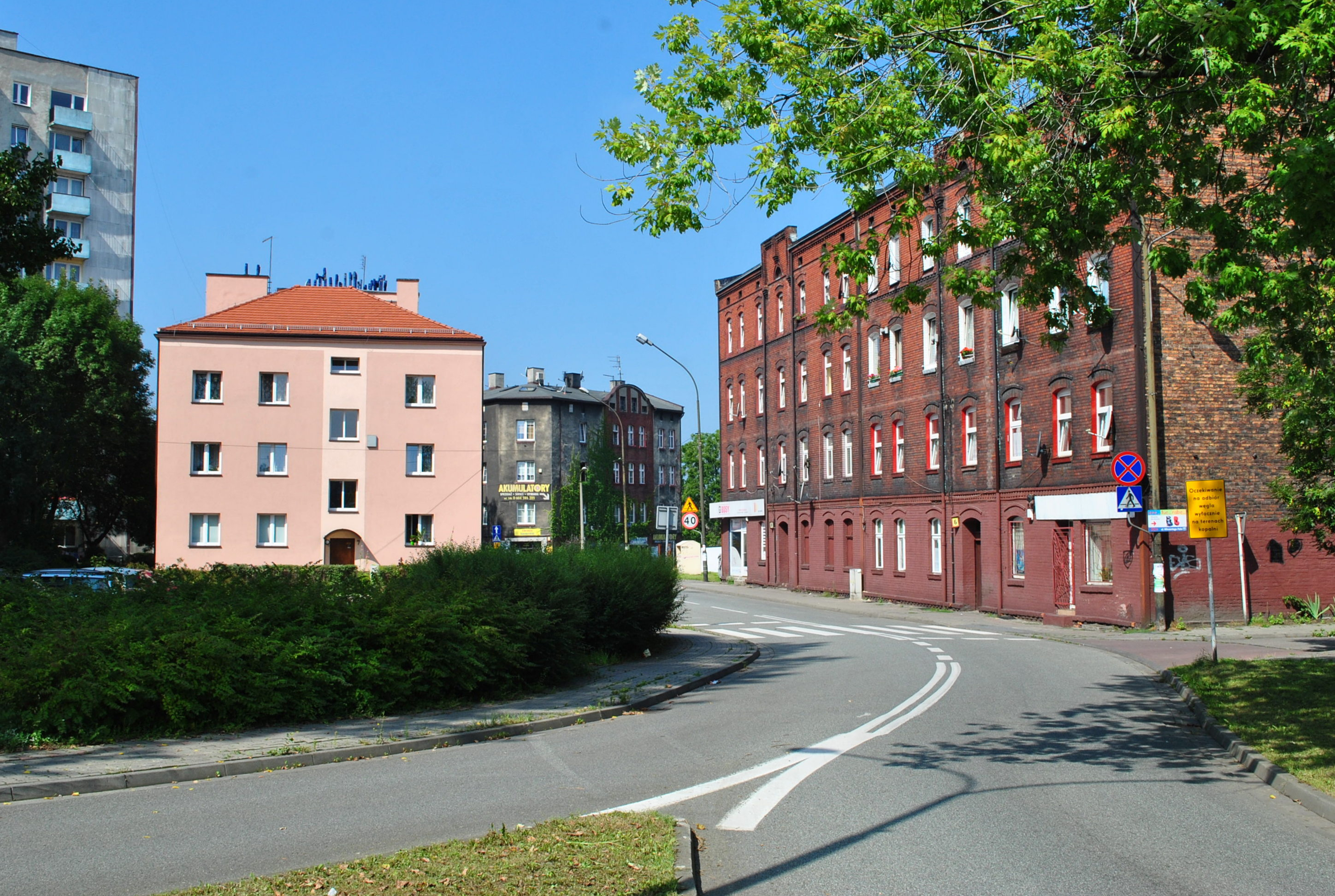
Ulica W. Pola przy skrzyżowaniu z ulicą Mikołowską; po prawej stronie familoki pod nr. 6 i 8

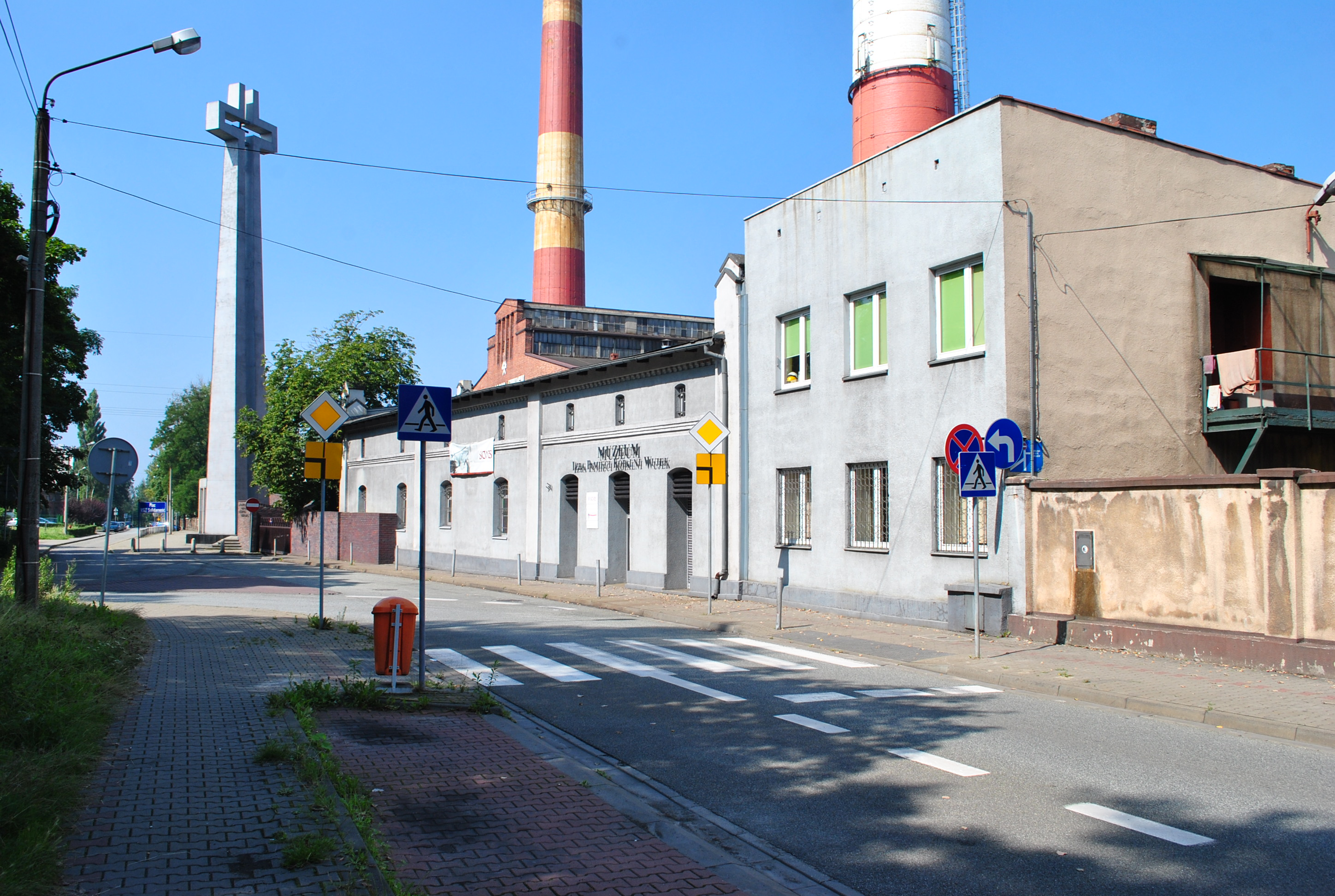
Zabytkowy budynek magazynu odzieżowego oraz paliw KWK „Wujek” w 2014 roku (przed rozbudową) – siedziba Śląskiego Centrum Wolności i Solidarności (ul. W. Pola 38)

- Kamienica-familok (ul. W. Pola 6) – z początku XX wieku, w stylu historyzmu[35]; jest to obiekt murowany z cegły, czterokondygnacyjny, zwieńczony dachem dwuspadowym, z nieznacznym ryzalitem środkowym i ceglanymi detalami architektonicznymi[36],
- Kamienica-familok (ul. W. Pola 8) – z początku XX wieku, w stylu historyzmu[35]; jest to obiekt murowany z cegły, czterokondygnacyjny, zwieńczony dachem dwuspadowym, z nieznacznym ryzalitem środkowym i ceglanymi detalami architektonicznymi, w tym z dekoracyjnym prostokątnym szczytem ryzalitu[36],
- Kamienica (ul. W. Pola 14) – z lat 30. XX wieku, w stylu funkcjonalizmu; jest to obiekt murowany z cegły, tynkowany, czterokondygnacyjny; posiada pełne balkony z zaokrąglonymi narożnikami oraz skromnie profilowany gzyms koronujący[37],
- Kamienica-familok (ul. W. Pola 16) – z przełomu XIX i XX wieku, w stylu historyzmu[35]; jest to obiekt murowany z cegły, dwukondygnacyjny, zwieńczony dachem dwuspadowym; posiada m.in. ceglane lizeny biegnące na całej wysokości elewacji, a także ceglane gzymsy i odcinkowe nadproża okienne z tynkowymi zwornikami[37],
- Kamienica-familok (ul. W. Pola 20) – z początku XX wieku, w stylu historyzmu[35]; jest to obiekt murowany, trzykondygnacyjny, zwieńczony dachem dwuspadowym; wtórnie przebudowany[38],
- Kamienica-familok (ul. W. Pola 22) – z początku XX wieku, w stylu historyzmu[35]; jest to obiekt murowany, trzykondygnacyjny, zwieńczony dachem dwuspadowym; wtórnie przebudowany[38],
- Kamienica-familok (ul. W. Pola 28) – z 1900 roku, w stylu historyzmu[35]; jest to obiekt murowany z cegły, dwukondygnacyjny, zwieńczony dachem dwuspadowym; posiada gzymsy kordonowe i wieńczące, gzymsy nadokienne i płyciny, a także tablicę inskrypcyjną Erbau I.E. / 1900[39],
- Zabytkowy budynek magazynu odzieżowego oraz paliw KWK „Wujek” (ul. W. Pola 38) – budynek gospodarczy z końca XIX wieku; nr rej. 459/15 z dnia 27 października 2015 roku[40],
- Budynek administracyjny KWK „Wujek” (ul. W. Pola 65) – z początku XX wieku; niższy człon w stylu historyzmu ceglanego to obiekt murowany z cegły, jednokondygnacyjny z adaptowanym strychem, zwieńczony dachem dwuspadowym; ma lizenową artykulację elewacji, dekorację szczytową elewacji bocznej i gzyms koronujący; człon wyższy w stylu funkcjonalizmu, przebudowany w latach 30. XX wieku, to obiekt murowany z cegły, czterokondygnacyjny, zwieńczony dachem dwuspadowym; znaczącym detalem budynku jest zwieńczenie ryzalitu środkowego fasady, a poza tym budynek posiada m.in. filarowy portyk wejściowy[41],
- Zabytkowy budynek Łaźni Łańcuszkowej Nowej na terenie KWK „Wujek” (ul. W. Pola 65) – łaźnia z 1980 roku; nr rej. 458/15 z dnia 27 października 2015 roku[42],
- Pozostała zabudowa kopalni „Wujek” (ul. W. Pola 65) – z lat 1902–1912, w stylu historyzmu ceglanego; tworzą ją m.in.: zespół maszynowni szybu „Krakus”, nadszybie z wieżą wyciągową, warsztaty i magazyny[35].

Miejsca pamięci:
- Pomnik poległych 9 górników KWK „Wujek” (ul. W. Pola przy wejściu do kopalni Wujek)[43] – pomnik składający się z 33-metrowego krzyża, umieszczonych w cokole urn z ziemią z grobów poległych górników[31] oraz napisów pamiątkowych[44],
- Tablica (ul. W. Pola 65; na fasadzie budynku dyrekcji kopalni) – upamiętniająca górników KWK „Wujek” poległych w walkach o wolność narodową, sprawiedliwość społeczną i na stanowisku pracy[1],
- Tablica (ul. W. Pola 65; na fasadzie budynku dyrekcji kopalni) – upamiętniająca górników-żołnierzy, którzy w latach 1949–1959 przymusowo pracowali i zginęli w kopalniach węgla kamiennego, rud uranu oraz w kamieniołomach w ramach tzw. zastępczej służby wojskowej[1].

## Gospodarka i instytucje
Według stanu z połowy listopada 2023 roku, w systemie REGON zarejestrowanych było 185 działalności gospodarczych z siedzibą przy ulicy W. Pola. Działały w tym czasie m.in. następujące przedsiębiorstwa i instytucje: firmy remontowo-budowlane, gabinety lekarskie, placówki handlowe, sklepy wielobranżowe (w tym sklep sieci Lewiatan przy ul. W. Pola 14/2), wspólnoty mieszkaniowe, salon krawiecki, apteka, agencje ubezpieczeniowe, hurtownie, biura rachunkowe, piekarnia, związki zawodowe (w tym Organizacja Międzyzakładowa NSZZ „Solidarność” PGG KWK „Wujek”), Społeczny Komitet Pamięci Górników KWK „Wujek” w Katowicach poległych 16 grudnia 1981 roku (ul. W. Pola 65), Śląskie Centrum Wolności i Solidarności (ul. W. Pola 38) czy Administracja Osiedla Centrum Spółdzielni Mieszkaniowej „Górnik” w Katowicach.
Wierni rzymskokatoliccy mieszkający przy ulicy W. Pola przynależą do parafii Podwyższenia Krzyża Świętego.